# Clanga hastata
Clanga hastata là một loài chim trong họ Accipitridae.

## Hình ảnh

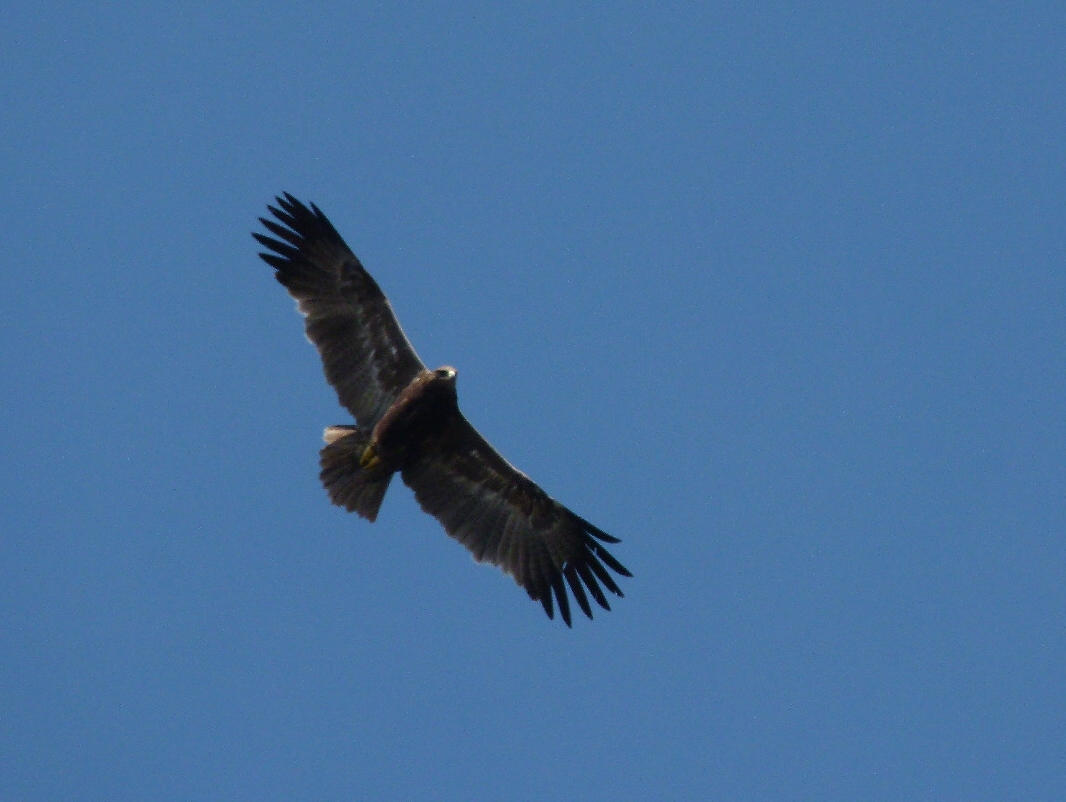
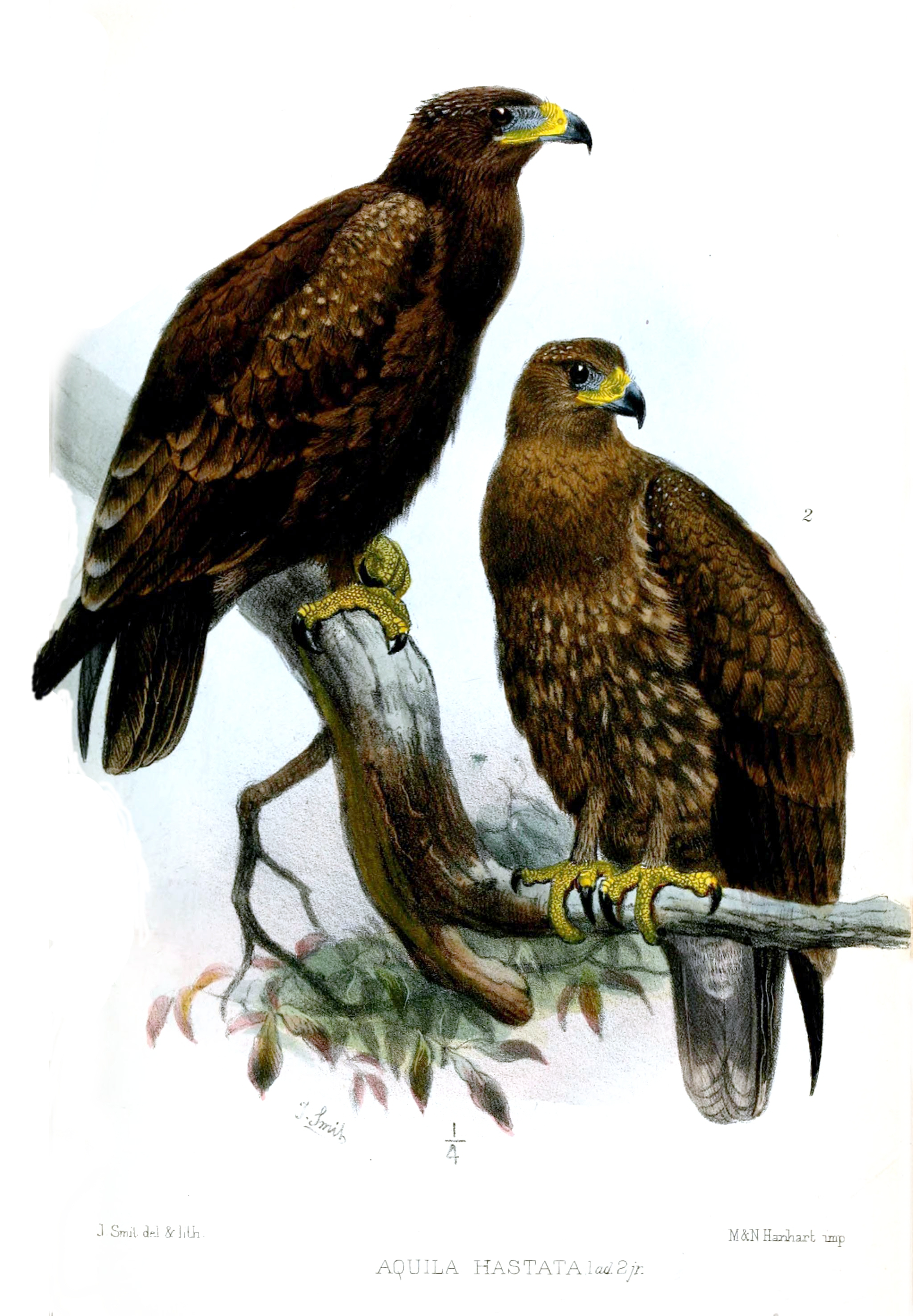
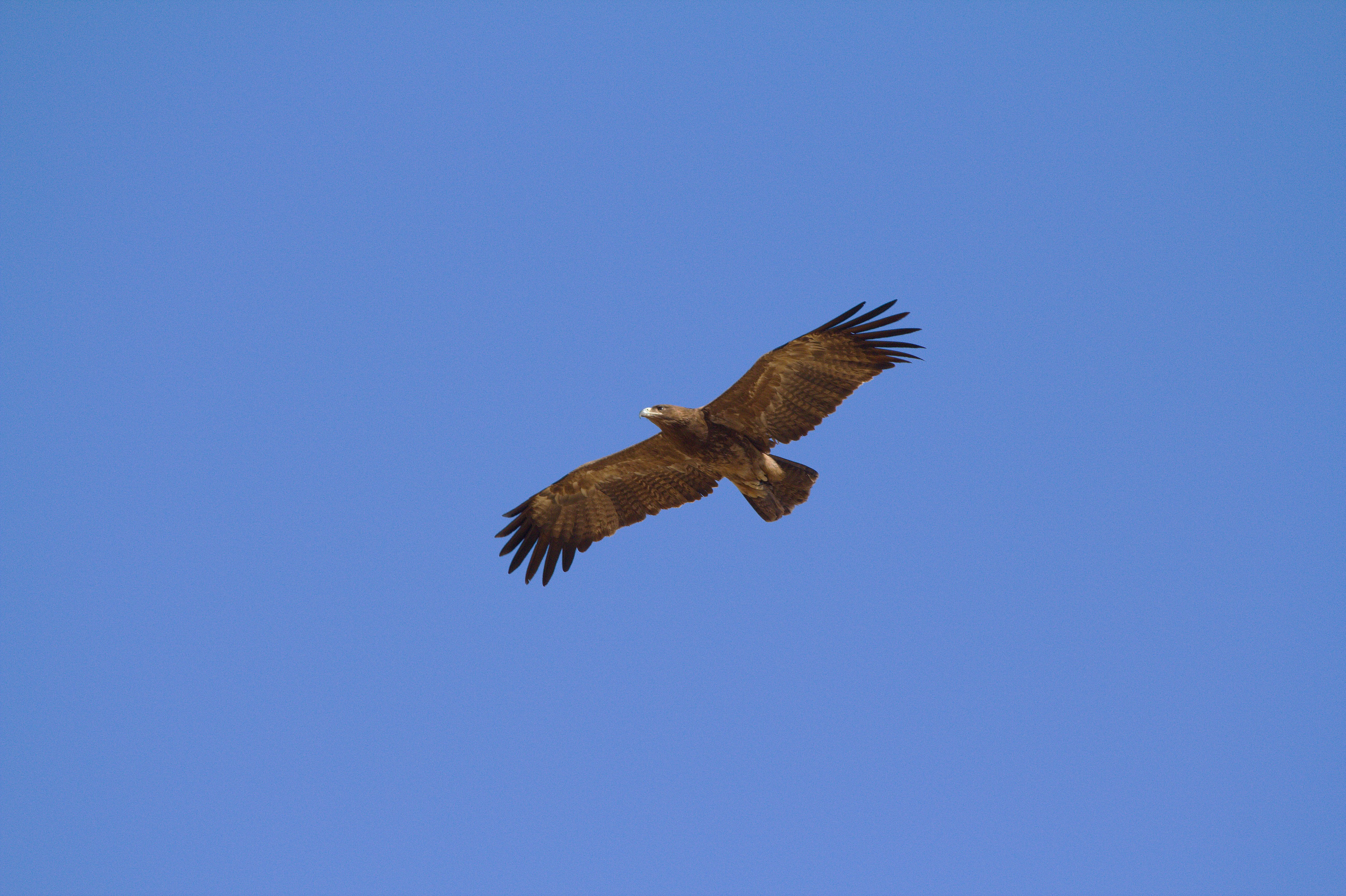